# Hopea odorata
Hopea odorata är en tvåhjärtbladig växtart som beskrevs av William Roxburgh. Hopea odorata ingår i släktet Hopea och familjen Dipterocarpaceae. Inga underarter finns listade i Catalogue of Life.

## Bildgalleri

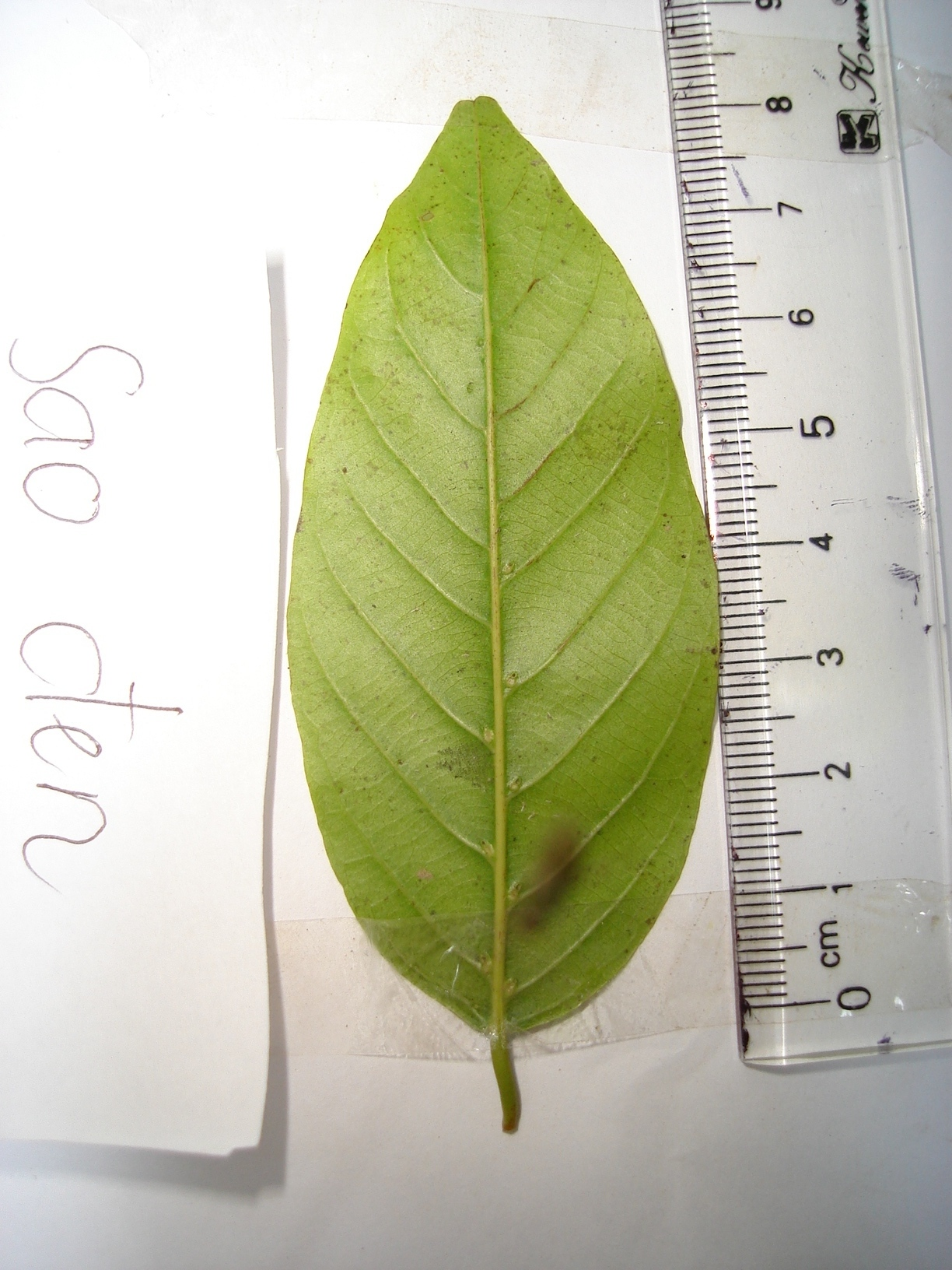
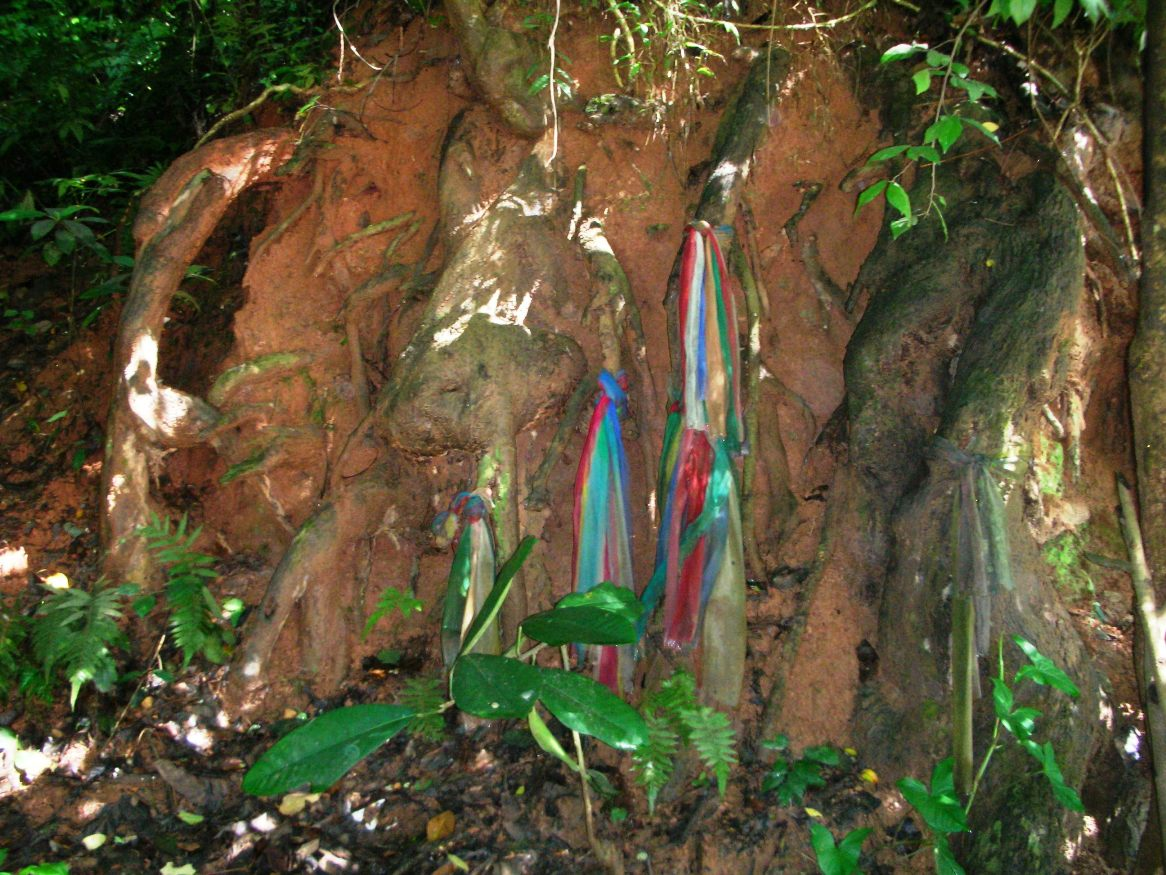
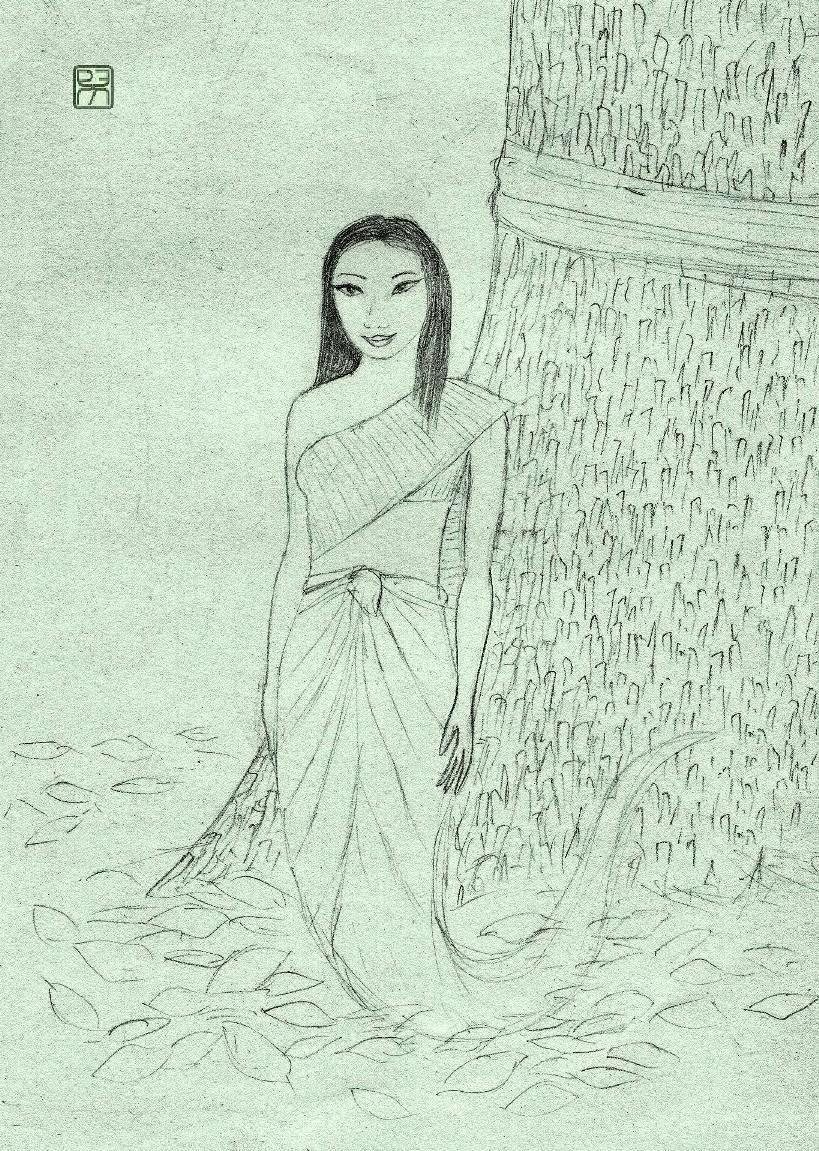
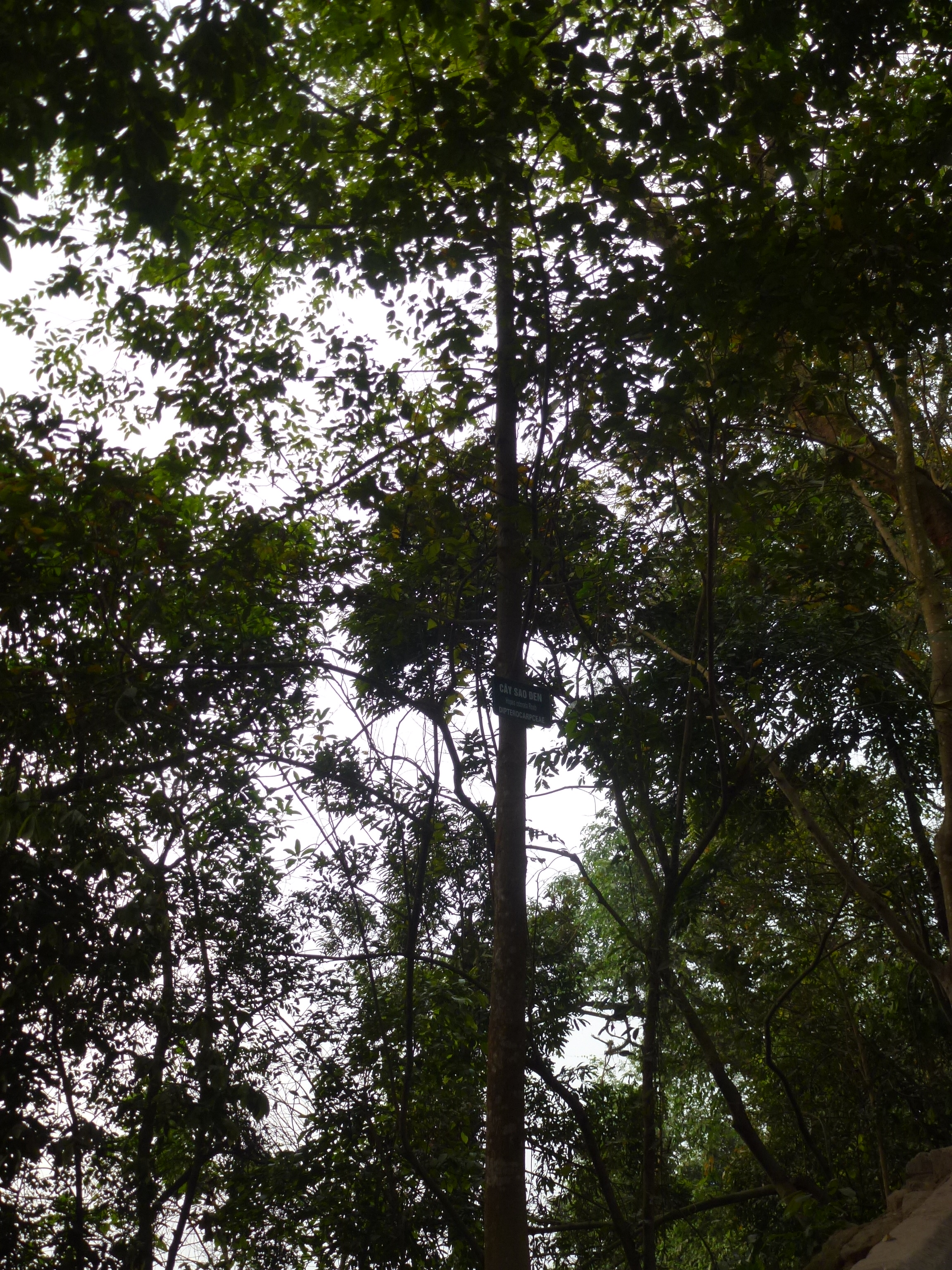